# Anna Ancher
Anna Ancher (Anna Kirstine Brøndum) (Skagen, 1859. augusztus 18. – Skagen, 1935. április 15.) impresszionista dán festő, a skageni festők csoportjának egyetlen tagja, aki ott is született. Férje Michael Ancher festőművész volt, lányuk, Helga ugyancsak festő lett.
Anna Ancher festészetének kiemelkedő alkotásai a napfényben fürdő enteriőrök színeinek megjelenítése. Művészi fejlődése a naturalizmustól indult, majd sokat merített az impresszionisták festészeti stílusából. Ezekből sajátos, egyéni képi nyelvet alakított ki. Míg a skageni festők köréhez tartozó társai többnyire plein air képeket festettek, Anna Ancher a szobabelsők ábrázolását részesítette előnyben. Zsánerképeinek gyakori szereplői a nők, mindennapi tevékenységük közepette, egyszerű konyhájukba, szobájukban. Az ablakon át besütő nap fénye egyszerre jelzi az esemény időbeli korlátait, és kölcsönöz költői hangulatot a jelenetnek. A naturalizmusnak és a szimbolizmusnak ebből a szintéziséből olyan kifejező életképek születtek, amelyek Anchert generációja egyik legújítóbb festőnőjévé emelték.

## Élete és munkássága

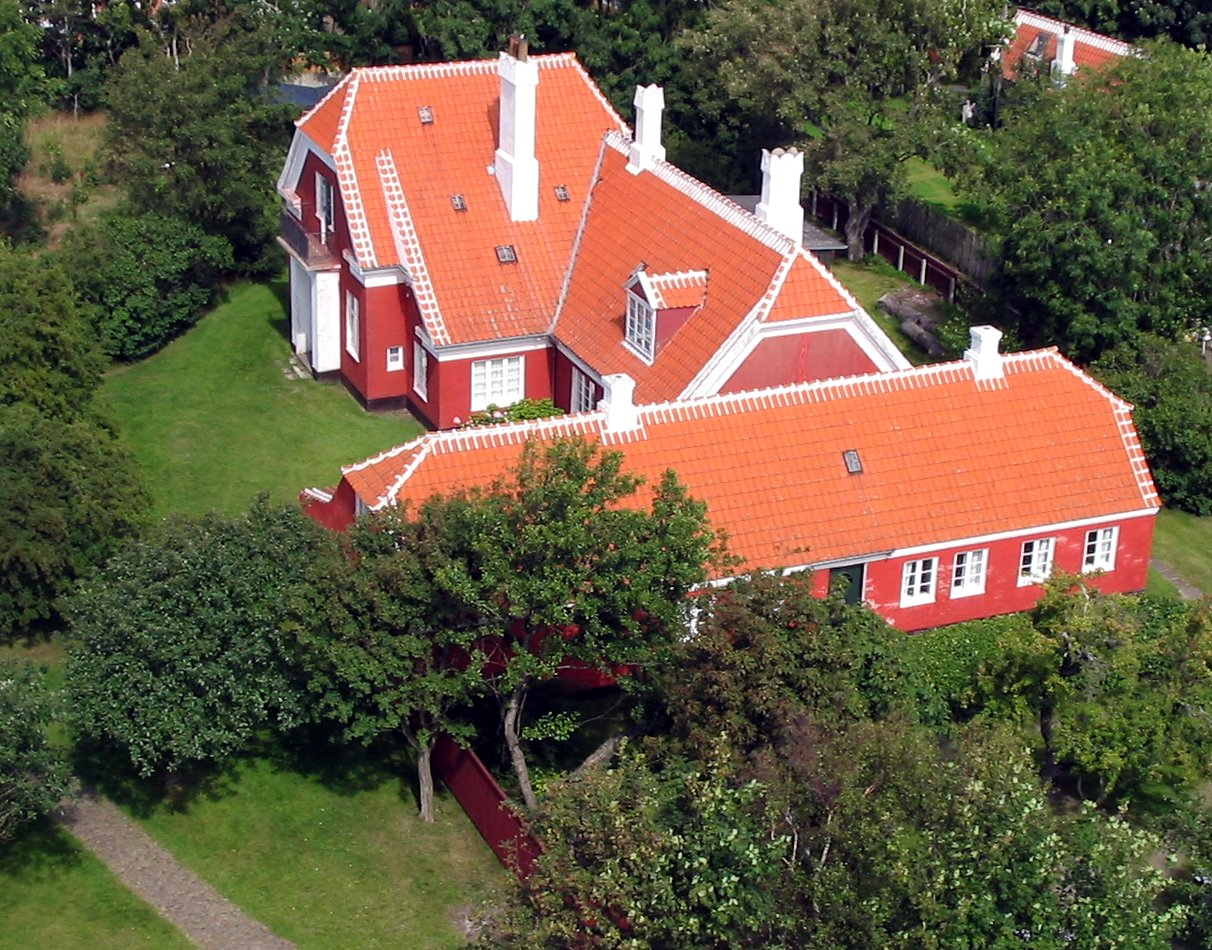
Ancherék háza Skagenben, ma múzeum

Anna Brøndum apja Erik Brøndum (1820–1890), anyja, Ane Hedvig Brøndum, született Møller (1826–1916) volt, ő ötödikként született a hat gyermek sorában. Testvéreivel, unokatestvéreivel egész élete során szoros, bensőséges kapcsolatot ápolt; erről a családi levelezés fennmaradt számos darabja is tanúskodik.
A Brøndum-család megélhetési forrása egy bolt és Skagen egyetlen vendégfogadója volt. Az 1870-es évek nyári hónapjaiban itt kezdtek megjelenni a festőművészek. Anna számára különösen jelentős volt a nála csak néhány évvel idősebb Karl Madsen és barátja, Michael Ancher skageni tartózkodása 1874-ben. A fiatal lány erősen érdeklődött a festészet iránt, és szülei is nyitottak voltak a művészetekre, ezért, valamint az ifjú festők rábeszélésére is, elengedték őt egy koppenhágai festőiskolába, ami akkoriban lányok számára még rendkívüli ritkaság volt. Anna Brøndum 1875-ben utazott először Koppenhágába, hogy ott aztán három egymást követő télen át rajzolni tanuljon Vilhelm Kyhn tájképfestő iskolájában. A nyarakat Skagenben töltötte, ahol az ott dolgozó festőművészek segítségével folytatta tanulmányait; elsősorban a portrék készítésére koncentrált.
1877 őszén Anna Skagenben eljegyezte magát Michael Ancherrel. Első jelentős művészi sikerét 1980-ban érte el, a koppenhágai Charlottenborg kastélyban, a Királyi Dán Művészeti Akadémia tavaszi kiállításán. A kritikusok a fiatal festőnőt különösen ígéretes tehetségként dicsérték. Ezután Anna Ancher rendszeresen részt vett ezen a festészeti seregszemlén, élet során összesen körülbelül 188 képet állított itt ki.
Ugyancsak 1880-ban, pontosan a 21. születésnapján került sor házasságára Michael Ancherral. 1882 nyarán a férje által elnyert külföldre utaztak. Németország után Bécsbe látogattak, ahol Michael Ancher egy képével részt vett az első bécsi nemzetközi művészeti kiállításon. Itt fedezte fel Anna a maga számára Vermeert és a holland aranykor festészetét, valamint itt találkoztak az akkor már elismert dán festővel, Peder Severin Krøyerrel, akit meghívtak Skagenbe.
1983-ban megszületett egyetlen gyermekük, Helga. Nem sokkal ezután költöztek önálló skageni házukba, ami aztán életük végéig otthonuk és műtermük maradt.
A festő-házaspár később is tett nagyobb tanulmányutakat az európai festészet központjaiba. 1885-ben Párizsban, Hollandiában és Belgiumban jártak, majd 1888-ban, a „nagy francia kiállítás” évében újra Párizsba utaztak Anna finnországi svéd barátnőjével Hanna Rönnberg festőnővel. Ez alkalommal Anna részt vett Pierre Puvis de Chavannes művészeti kurzusán.
1887-től Anna Ancher rendszeresen szerepelt műveivel nagy nemzetközi művészeti kiállításokon és világkiállításokon, így Párizsban, Chicagóban, Berlinben, Budapesten és Rómában.
1924-ben elsőként kapta meg a Tagea Brandt Rejselegat elnevezésű, kiemelkedő teljesítményt nyújtó nők számára alapított díjat.
Anna Ancher 1935-ben hunyt el, 75 éves korában. Munkásságának jelentős része megtekinthető a Skagens Museumban, illetve a család múzeummá átalakított otthonában.

## Festészetének értékelése

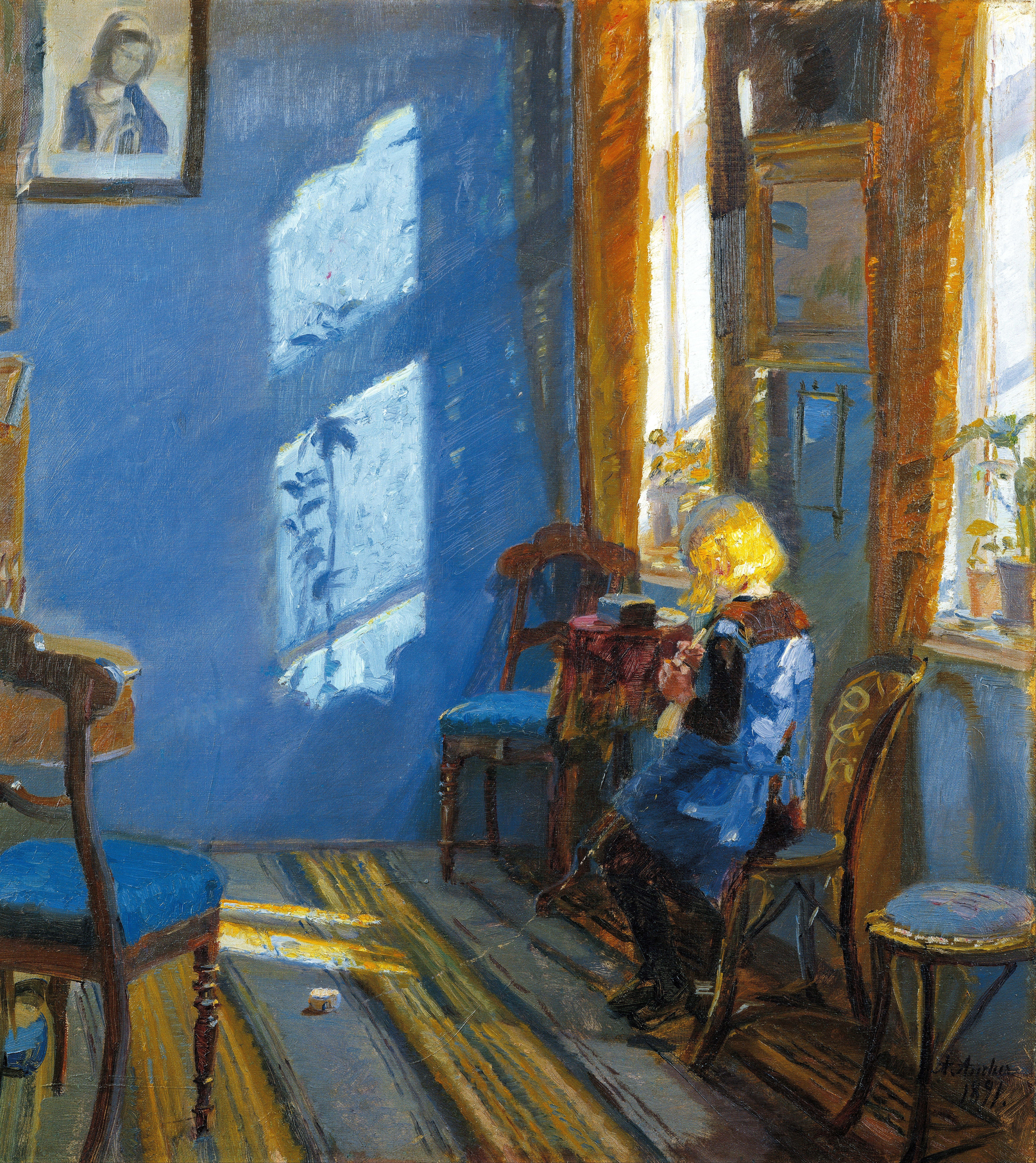
Napfény a kék szobában

Az utókor szakértői értékelése szerint Anna Ancher különösen koloristaként alkotott jelentőset. A skageni festők körében is kiemelkedő volt munkássága. Közülük egyébként elsősorban Karl Madsen, Michael Ancher és Christian Krohg hatása volt jelentős rá. Különösen a Párizsból Édouard Manet hatásával Skagenbe érkező Krohg játszott szerepet Anna Ancher kolorista újításaiban.
Nemzetközi kitekintésben festészete Max Liebermann, Munkácsy Mihály, Jozef Israëls, Johan Hendrik Weissenbruch vagy Anton Mauve műveivel rokonítható. Hozzájuk hasonlóan érdeklődik a 17. századi holland festészet iránt, és csodálja Jean-François Millet műveit. Azonban tőlük függetlenül alakítja ki önálló, de a francia impresszionizmus hatása alatt álló saját színi világát.
Változatos témaválasztásában a legjelentősebb alkotásai az enteriőrök és életképek. Specialitása a belső terekbe behatoló erős napsütés ábrázolása. Ilyen képei közül a legismertebb a Napfény a kék szobában című műve 1881-ből. A szülői háznak ez a polgári berendezésű szobája a kor és a vidék szokásainak megfelelően élénk színekre volt kifestve. Az ablakon betörő napsütés még jobban kiemeli ezeket az erős színeket.

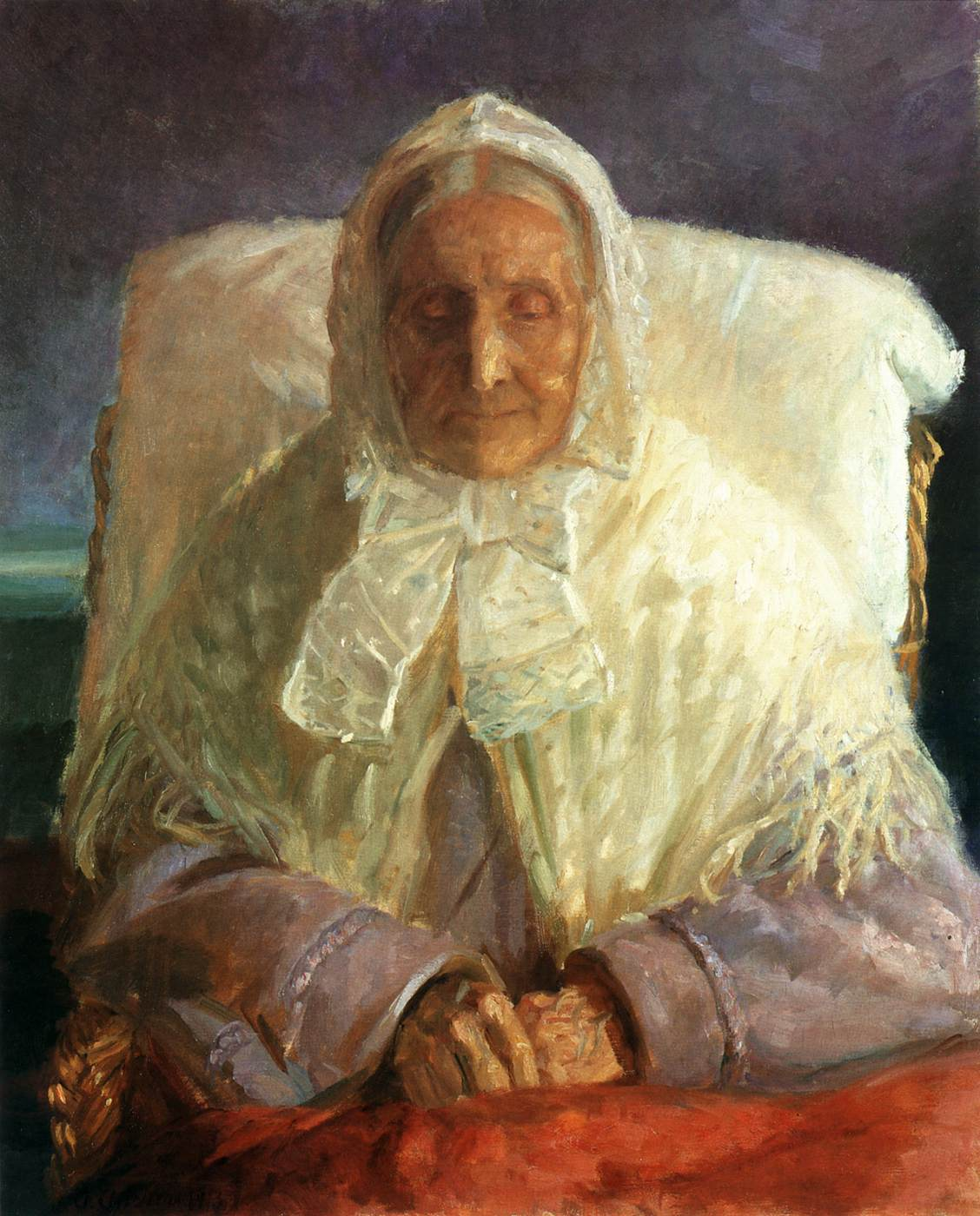
Ane Hedvig Brøndum, a művésznő édesanyja, 1913

Anna Ancher leginkább családtagjairól és közeli ismerőseiről készített portrékat, gyakran profilból ábrázolva. Erősen hatott rá skageni festő-kollégáinak portréfestészete.
Életéről és művészetéről film is készült Anna Ancher – Eine Einführung in Anna Anchers Leben und Kunst címmel.

## Fordítás
- Ez a szócikk részben vagy egészben a Anna Ancher című német Wikipédia-szócikk ezen változatának fordításán alapul.  Az eredeti cikk szerkesztőit annak laptörténete sorolja fel. Ez a jelzés csupán a megfogalmazás eredetét és a szerzői jogokat jelzi, nem szolgál a cikkben szereplő információk forrásmegjelöléseként.